# 対応状態の法則
対応状態の法則または対応状態の原理とは、同じ換算温度および換算圧力で比較した場合にあらゆる流体がほぼ同じ圧縮率を持ち、また理想気体の挙動からもほぼ同じ程度に逸脱することを示す法則である。
構成方程式中にある材料定数は材料の種類ごとに異なる値をとるが、この法則により構成方程式を書き変えることで削減することができる。換算変数は臨界点によって定義される。最も顕著な例はファンデルワールスの状態方程式であり、その換算形はすべての流体に適用される。
この法則は1873年頃のヨハネス・ファン・デル・ワールスの研究に端を発する。彼は流体の特性を評価するために臨界温度と臨界圧力を使用した。

## 臨界点における圧縮率
臨界点における圧縮率 Zc は
{\displaystyle Z_{\mathrm {c} }={\frac {P_{\mathrm {c} }v_{\mathrm {c} }\mu }{RT_{\mathrm {c} }}}}
で定義される。Zc は多くの状態方程式によって物質に依存しない定数であると予測されている。たとえばファンデルワールスの状態方程式では 3/8 = 0.375 である。ここで添え字 c は臨界点であることを示し、
- Tc: 臨界温度
- Pc: 臨界圧力
- vc: 臨界点における比体積
- R = 8.314 J⋅K−1⋅mol−1: 気体定数
- μ: モル質量

である。
いくつかの物質における値を表に示す。
| 物質 | Pc/Pa      | Tc/K  | vc/(m3/kg)  | Zc    |
| ---- | ---------- | ----- | ----------- | ----- |
| H2O  | 21.817×106 | 647.3 | 3.154×10−3  | 0.23  |
| 4He  | 0.226×106  | 5.2   | 14.43×10−3  | 0.31  |
| He   | 0.226×106  | 5.2   | 14.43×10−3  | 0.30  |
| H2   | 1.279×106  | 33.2  | 32.3×10−3   | 0.30  |
| Ne   | 2.73×106   | 44.5  | 2.066×10−3  | 0.29  |
| N2   | 3.354×106  | 126.2 | 3.2154×10−3 | 0.29  |
| Ar   | 4.861×106  | 150.7 | 1.883×10−3  | 0.29  |
| Xe   | 5.87×106   | 289.7 | 0.9049×10−3 | 0.29  |
| O2   | 5.014×106  | 154.8 | 2.33×10−3   | 0.291 |
| CO2  | 7.290×106  | 304.2 | 2.17×10−3   | 0.275 |
| SO2  | 7.88×106   | 430.0 | 1.900×10−3  | 0.275 |
| CH4  | 4.58×106   | 190.7 | 6.17×10−3   | 0.285 |
| C3H8 | 4.21×106   | 370.0 | 4.425×10−3  | 0.267 |

## 比熱
比熱に関するアインシュタインの式は
{\displaystyle C_{V}=3Rx^{2}{\frac {e^{x}}{\left(e^{x}-1\right)^{2}}},\quad x:={\frac {h\nu }{k_{\mathrm {B} }T}}}
で表される。ここで ν は物質ごとに異なる基準振動数、hはプランク定数、kB はボルツマン定数、R = N kB は気体定数である。
CV は温度 T および物質の種類の関数であるが、それらが違っていても無次元量 x の値が同じであれば同じ CV の値となる。